# Rotamase

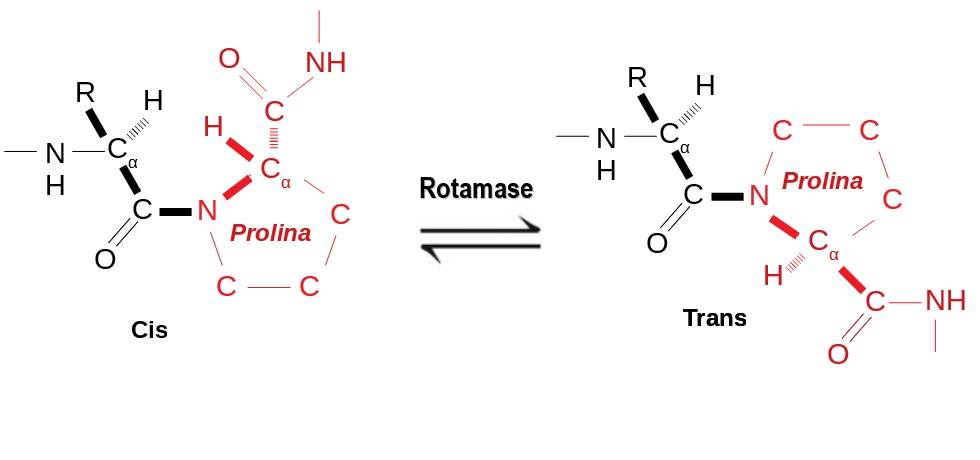
Rotamase. A ilustração mostra a mudança de configuração da ligação peptídica entre um aminoácido não especificado (preto) e a prolina (vermelho). Do lado esquerdo é mostrada a ligação na configuração Cis, com as cadeias laterais no mesmo lado. Já do lado direito é mostrada a ligação em configuração trans, onde as cadeias laterais dos aminoácidos estão em lados diferentes. As ligações representadas em negrito estão a frente do plano, enquanto as ligações tracejadas estão atrás do plano.

Rotamase ou peptidil prolil cis-trans isomerase é uma proteína que converte os isômeros cis e trans de ligações peptídicas a prolina. Isso é importante porque acelera o dobramento de proteínas contendo prolina em sua conformação nativa. Na maioria dos aminoácidos a ligação peptídica na conformação trans é favorecida energeticamente devido a impedimentos estéricos, no entanto, a prolina se comporta de modo diferente. Devido à estrutura pouco comum da prolina, cíclica ligada a um grupo amina secundária, há a estabilização de ligações peptídicas em conformações cis. Como as ligações peptídicas com prolina não adotam a conformação cis espontaneamente, é necessária a ação da rotamase para a mudança entre os isômeros. Proteínas da família da rotamase são muito estudadas em imunologia devido a sua ligação de alta afinidade com imunossupressores como ciclosporina A e FK506.
1. ↑  Donald,, Voet, (2011). Biochemistry 4th edition ed. Hoboken, NJ: John Wiley & Sons. ISBN 9780470570951. OCLC 690489261
2. ↑  Nath, Pulak Ranjan; Isakov, Noah (janeiro de 2015). «Insights into peptidyl-prolyl cis–trans isomerase structure and function in immunocytes». Immunology Letters. 163 (1): 120–131. ISSN 0165-2478. doi:10.1016/j.imlet.2014.11.002